# Relaciones Nicaragua-Siria
Las relaciones bilaterales entre Nicaragua y Siria se establecieron el 14 de febrero de 1999. Su relación ha mantenido una buena cordialidad en el transcurso de los años, influenciada en gran medida por los acontecimientos recientes en ambas naciones y sus intereses compartidos en varios foros internacionales.

## Antecedentes
Nicaragua y Siria establecieron relaciones diplomáticas en 1999. Siria, bajo el presidente Hafez al-Assad. La relación se caracterizó por el apoyo mutuo a los movimientos revolucionarios y creencias ideológicas compartidas.
Nicaragua apoyó los derechos de Siria sobre los Altos del Golán ocupados por Israel. Ha votado repetidamente a favor del entonces régimen de Assad en Siria.

## SigloXXI
En los últimos años Nicaragua y Siria mantuvieron vínculos diplomáticos enfocados en fortalecer la cooperación bilateral en diversos sectores, como la agricultura, la educación y el comercio. Nicaragua ha expresado su apoyo a Siria en su lucha contra las intervenciones externas y las sanciones impuestas por los países occidentales.
En 2011, durante el inicio de la guerra civil siria, Nicaragua fue uno de los pocos países que apoyó abiertamente al gobierno sirio. Los funcionarios nicaragüenses condenaron las intervenciones de países extranjeros y expresaron su solidaridad con la soberanía de Siria.

### Representación
Ambos países cuentan con sus respectivos embajadores establecidos entre sí; la embajada siria está ubicada en Managua y la embajada nicaragüense en Damasco.

## Acontecimientos recientes
Ambos países también han colaborado en organizaciones internacionales, defendiendo el derecho a la autodeterminación y oponiéndose a la intervención extranjera en sus asuntos internos. Esta asociación refleja su alineación en cuestiones globales clave, en particular en el contexto de la política exterior de Estados Unidos en América Latina y Oriente Medio.